# Oa
Oa es un planeta ficticio que se encuentra en el centro del universo de DC Comics. Desde sus inicios, Oa ha sido la ciudadela planetaria de los Guardianes del Universo y la sede del Green Lantern Corps. Apareció por primera vez en Green Lantern vol 2 # 1, cuando los Guardianes convocaron al "duplicado de energía" de Hal Jordan para que pudieran escuchar de su origen.

## Historia ficticia
Uno de los planetas más antiguos del universo, Oa sirve como hogar y sede de una raza de poderosos humanoides de piel azul que se han apodado a sí mismos como los Guardianes del Universo. Los Guardianes administran el Green Lantern Corps, un grupo de poderosos policías universales equipados por los Guardianes con anillos de poder de color verde junto con linternas verdes con las que cargar los anillos. Según la historia "Heart of a Star" en la novela gráfica Sandman: Noches eternas, la estrella de Oa es llamada Sto-Oa (la Luz de Oa) por los hijos de los habitantes del planeta. Su ubicación ha sido firmemente establecida por numerosas referencias en el cómic de Linterna Verde a lo largo de los años. Anteriormente fue el centro del universo hasta los eventos de Infinite Crisis.
La historia de Oa no está clara; según algunas historias, los Guardianes se originaron en un planeta llamado Maltus. Estos maltusianos evolucionados se mudaron más tarde a Oa y se llamaron Oans. Oa se convirtió en una conveniente base de operaciones. Otras historias tenían a los Oans viviendo allí desde el principio.
Oa aparece principalmente como un planeta desértico y sin vida a excepción de la ciudad de los Guardianes que contiene la Batería Central del Cuerpo y varios pasillos, viviendas, celdas de contención y centros de entrenamiento para el Cuerpo de Linterna Verde. Básicamente, sirve como una estación de policía todo en uno del tamaño de un planeta, un campo de entrenamiento y una prisión.
Durante un período en el que el planeta había sido abandonado y la Batería Central destruida, Oa pasó algún tiempo como un mosaico de ciudades de otros planetas similares a Battleworld. Esta transformación se debió a un guardián rebelde enloquecido por la soledad. Cuando los Guardianes regresaron a Oa, Mosaic se mantuvo como un experimento de vida cooperativa intergaláctica.
Hal Jordan, miembro de Green Lantern Corps, el Green Lantern del sector 2814 (que incluye la Tierra), bajo la influencia de la entidad maligna Parallax, mata a todos menos uno de los Guardianes y la mayoría de los Corps antes de agotar la Batería de Energía Central de Oa. Durante la última batalla de Hora Cero: Crisis en el tiempo con Hal Jordan, Kyle Rayner destruye el planeta en un intento de derrotar a Hal.
En el crossover Green Lantern vs Silver Surfer, el villano del Universo Marvel Thanos intenta usar la grieta creada por la destrucción de Oa para deshacer el multiverso, después de engañar a Kyle para que alimente su equipo con su anillo. Thanos se enfrenta a Parallax y sus poderes son agotados por Kyle y el Surfer, aparentemente destruyendo la grieta. Durante el evento del Círculo de Fuego, lo que queda del planeta sirvió como base de operaciones para el villano Oblivion.
El planeta es reformado en algún momento después por el viejo amigo de Jordan y socio Tom "Pie-Face" Kalmaku en la novela gráfica Legacy: The Last Will and Testament of Hal Jordan. La batería de energía central se recarga más tarde y los Guardianes resucitan poco después por Kyle Rayner después de pasar un tiempo como el casi omnipotente "Ion", Kyle sacrificando su poder para restaurar a los Guardianes en lugar de arriesgarse a volverse tan peligroso como Hal-as-Parallax.
Después de los ataques de Superboy Prime y la Spider Guild, los Guardianes fortalecen a Oa creando una armadura y un sistema defensivo en todo el planeta para evitar ataques. Aún se desconoce la capacidad total de los nuevos sistemas. Sin embargo, no fueron suficientes para evitar un asalto del Sinestro Corps, que resultó en la muerte de muchos Green Lanterns. Posteriormente, el Cuerpo dobló sus defensas. Sin embargo, un guardián rebelde, Scar, debilitó sus defensas ante un ataque del Black Lantern Corps.
Después de que Sinestro mató a los Guardianes por su plan del "Tercer Ejército" y su participación en la destrucción de Korugar por el Primer Linterna Volthoom, aunque perdonó y exilió a Ganthet y Sayd, Hal Jordan se convirtió en el nuevo líder del Green Lantern Corps. Poco después de esto, el planeta fue atacado y destruido por Relic.
La nueva base de operaciones de los Linternas Verdes tras la destrucción de Oa se convirtió en Mogo.
Tras el renacimiento de los Guardianes del Universo y la victoria de Hal Jordan sobre Hank Henshaw, Ganthet reveló que los Guardianes estaban reconstruyendo Oa en secreto con planes para restaurarla a lo que era antes, que ahora se menciona como "Nueva Oa".

### Legión de superhéroes
En Final Crisis: Legion of 3 Worlds se revela que Sodam Yat es el último Guardián del Universo en el siglo 31, mientras que Rond Vidar es el último Green Lantern que queda hasta que es asesinado por la Legión de Supervillanos de Superboy-Prime. Oa yace mayoritariamente en ruinas, la batería de energía rota y los anillos del Cuerpo yacen apilados, incapaces de localizar nuevos portadores debido a la aparente muerte de Mogo. Estatuas de miembros legendarios de Green Lantern Corps, incluidos Hal Jordan, Guy Gardner, John Stewart, Kyle Rayner, Arisia y Ch'p, se alinean en el salón donde los Guardianes se reunían anteriormente.

## Sede del Cuerpo de Linternas Verdes
- Comedor: El comedor puede adaptarse a las necesidades nutricionales de cualquier Green Lantern. El chef ejecutivo, Greet, se especializa en reproducir platos de todo el universo. Desafortunadamente, tiene problemas para reproducir la gran cantidad de alimentos de la Tierra.
- La Fundición: la forja de los anillos de poder de Green Lantern y la batería Green Lantern. Está bajo tierra a unas dos millas de la Central Batería de Poder y está custodiado por una criatura alienígena.
- Salón del Gran Servicio: Albergando el enorme Libro de Oa, el libro de leyes y la Biblia del Cuerpo, el Salón del Gran Servicio es una biblioteca de las historias y hechos de los mejores Linternas Verdes de todos los tiempos. Al igual que su padre antes que él, Tomar-Tu asumió recientemente el cargo de superior de archivero, archivando cada relato a medida que llega.
- Instalación de simulación de peligros: todos los Green Lanterns novatos se someten a una serie de pruebas para determinar su viabilidad en el campo. La instalación de simulación de peligros permite la implementación de escenarios de entrenamiento seguros y no letales.
- Sala de reuniones: las linternas reciben sus informes y asignaciones en la sala de reuniones central.
- Pasillo de Memoria: un monumento erigido a los Green Lanterns que perdieron la vida en el cumplimiento del deber. Un Green Lantern llamado Morro y sus mascotas son sus guardianes de la cripta.
- Nuevos Guerreros: un nuevo restaurante propiedad de Guy Gardner, que sirve comidas rápidas estadounidenses de la Tierra, cenas, bebidas alcohólicas y no alcohólicas.
- Los Sciencells: Los Sciencells se construyeron para contener a los criminales más despiadados del universo. Actualmente tienen prisioneros como Lyssa Drak, Evil Star, Ígneo Man, Grayven y Alexander Nero. Superboy Prime fue el único preso que no fue encarcelado en una ciencia. Los Guardianes y los Green Lantern Corps lo enviaron a un campo de contención cuántica rodeado por un Sun-Eater rojo y custodiado por cincuenta Green Lanterns. El Green Lantern Voz actúa como guardián de la ciencia. Ningún preso ha sido rehabilitado con éxito.
- Casas del sector: estas casas seguras permiten que los Linternas retengan a los criminales mientras esperan que los escolten de regreso a las salas científicas de Oan. Las instalaciones recreativas limitadas están disponibles para acomodar a los Green Lanterns en sus viajes.

## Libro de Oa
Después de que Thomas Kalmaku usó el anillo de Jordan para reconstruir Oa, Kyle Rayner usó su poder como Ion para resucitar a los Guardianes. El libro de Oa ahora está restaurado.
El Capítulo Prohibido del Libro narra la profecía de la Noche Más Negra, la destrucción final del Green Lantern Corps a manos de sus mayores enemigos, como le dijeron a Abin Sur los demonios de Ysmault.
Al ser reclutado, se espera que un Green Lantern defienda ciertos principios de su deber. Estos principios incluyen:
1. La protección de la vida y la libertad dentro del sector asignado.
2. Seguir las órdenes de los Guardianes sin cuestionar.
3. No interferencia con la cultura, la estructura política de un planeta o la voluntad colectiva de su población.
4. Actuar dentro de las leyes locales y obedecer a la autoridad local dentro de lo razonable (presumiblemente, las órdenes de los Guardianes pueden invalidar esto cuando sea necesario).
5. No emprender ninguna acción contra nadie ni nada hasta que se demuestre que son una amenaza contra la vida y la libertad.
6. Evitar el uso de equipo, recursos o autoridad del Cuerpo para beneficio personal.
7. Mostrar respeto y cooperación con otros miembros del Cuerpo y los Guardianes.
8. Mostrar respeto por la vida, lo que incluye moderación de la fuerza, a menos que no haya una alternativa razonable.
9. Dar la máxima prioridad al mayor peligro en el sector asignado.
10. Defender el honor del Cuerpo.

El libro de Oa ha sido declarado prohibido después de que los Guardianes del Universo lo reescribieran para incluir diez nuevas leyes. Solo se han revelado los cuatro primeros:
1. Se autoriza la fuerza letal contra el Sinestro Corps.[8]
2. La fuerza letal está autorizada contra todos los enemigos del Green Lantern Corps.[9] Esta ley fue derogada más tarde por el líder del Cuerpo, John Stewart, durante la guerra contra los Darkstars, creyendo que los Green Lanterns son más que ganar batallas, y deben concentrarse en ganar el amor y el apoyo del universo que los rodea para demostrar su La forma de defender la justicia es mejor que la forma de Darkstars de ejecutar a criminales conocidos.[10]
3. Las relaciones físicas y el amor entre Green Lanterns están prohibidas dentro del Cuerpo.[11] Esta ley se deroga más tarde y se permiten las relaciones entre Green Lanterns[12] después del evento Blackest Night.
4. El Sistema Vega ya no está fuera de la jurisdicción de Green Lantern Corps.[13]

Cuando se escriben las nuevas leyes, se revela que el libro está escrito en Interlac, que es el lenguaje universal galáctico utilizado por los Planetas Unidos de los siglos 30 y 31 y la Legión de Super-Héroes.
Para hacer cumplir estos principios, los Guardianes monitorean de cerca las actividades de los Linternas. Si sienten que se produjo una violación de las regulaciones del Cuerpo, convocarán al delincuente a Oa y celebrarán un juicio en el que se leen los cargos y se le permite a Lantern explicar sus acciones. Si los tutores no están satisfechos con la explicación, tienen varias opciones disciplinarias que incluyen:
- Libertad condicional
- Supervisión personal por los Guardianes en Oa
- Exilio temporal del mundo natal de Lantern
- Prueba Ritual de Resistencia (un Lantern debe intentar un paso peligroso a través del Universo Anti-Matter)
- Expulsión del Cuerpo
- Prime Duty (cuando Superboy-Prime era un prisionero de Oan, el deber de guardia se usaba como castigo)

## En otros medios

### Televisión
- Oa aparece en la serie animada Liga de la Justicia. Aquí aparece como un planeta rocoso con una sola estructura donde se encuentran la Ciudadela de los Guardianes, la Batería de Energía Central y el Cuerpo de Linterna Verde.
- Oa aparece en el episodio de Duck Dodgers, "The Green Loonturn". Aquí, Duck Dodgers accidentalmente pone sus manos en un anillo y un traje de Green Lantern, y ayuda a los últimos miembros del Green Lantern Core a luchar contra Sinestro.
- Oa es una de las ubicaciones principales que se ven en Linterna Verde: La Serie Animada. Está bien asentado, con enormes rascacielos ubicados en todas partes del planeta. Desde el espacio, se ve que el planeta tiene dos anillos que lo rodean, uno en el norte y otro en el sur. Las enormes ciudades de abajo dan una apariencia circular en la superficie desde el espacio. En conjunto, le da al planeta una apariencia de Green Lantern Battery.

### Película
- Oa aparece en la película animada Green Lantern: Emerald Knights.
- Oa aparece en la película de acción real de 2011 Green Lantern. El planeta tiene varios puntos de luz verde disparados desde la superficie hacia el espacio. Tiene grandes ciudades y rascacielos que cubren su superficie. La Ciudadela de los Guardianes es una de las estructuras más altas, con la cámara de los Guardianes encima. La Batería Central de Poder se encuentra bajo tierra en el centro del planeta y desde allí envía los puntos de luz que se ven desde el espacio. El Green Lantern Corps tiene una gran sala de reuniones cerca de la Central Power Battery.
- Oa aparece en la película animada Justice League Dark: Apokolips War, en la que el planeta ha sido conquistado por Darkseid después de que Green Lantern Corps fuera asesinado. El último Linterna Verde sobreviviente es John Stewart, quien intenta recargar su anillo usando la Batería de Energía Central, pero es incinerado (junto con la batería) cuando parte del núcleo fundido de la Tierra se vierte sobre el planeta.

### Videojuegos
- Oa es un eje central en el videojuego Lego Batman 3: Beyond Gotham como eje principal, y es el único lugar libre en el juego que se puede usar para conducir vehículos y desbloquear más.